# Kraanbrug (Mechelen)
De Kraanbrug is een metalen draaibrug in de stad Mechelen over de Dijle. De brug is eigenlijk een combinatie van een draaibrug en een booggewelf in metselwerk.
Andere historische bruggen over de Dijle in het centrum van Mechelen zijn de Hoogbrug en de Fonteinbrug.

## Geschiedenis
Tussen 1289 en 1563 was er op deze plaats een 'passerelle' over de Dijle, die men toen de 'Nieuwe Brug' noemde. De naam Kraanbrug wordt pas gebruikt vanaf 1563-1565 toen de passerelle werd vervangen door een steviger exemplaar. De passerelle wordt in 1707 vervangen door een houten draaibrug, die in 1850 wordt vervangen door een ijzeren draaibrug.
De huidige brug werd gebouwd in 1986 en is een kopie van de vorige metalen draaibrug. De Kraanbrug werd in 2013-2014 geheel gerenoveerd.

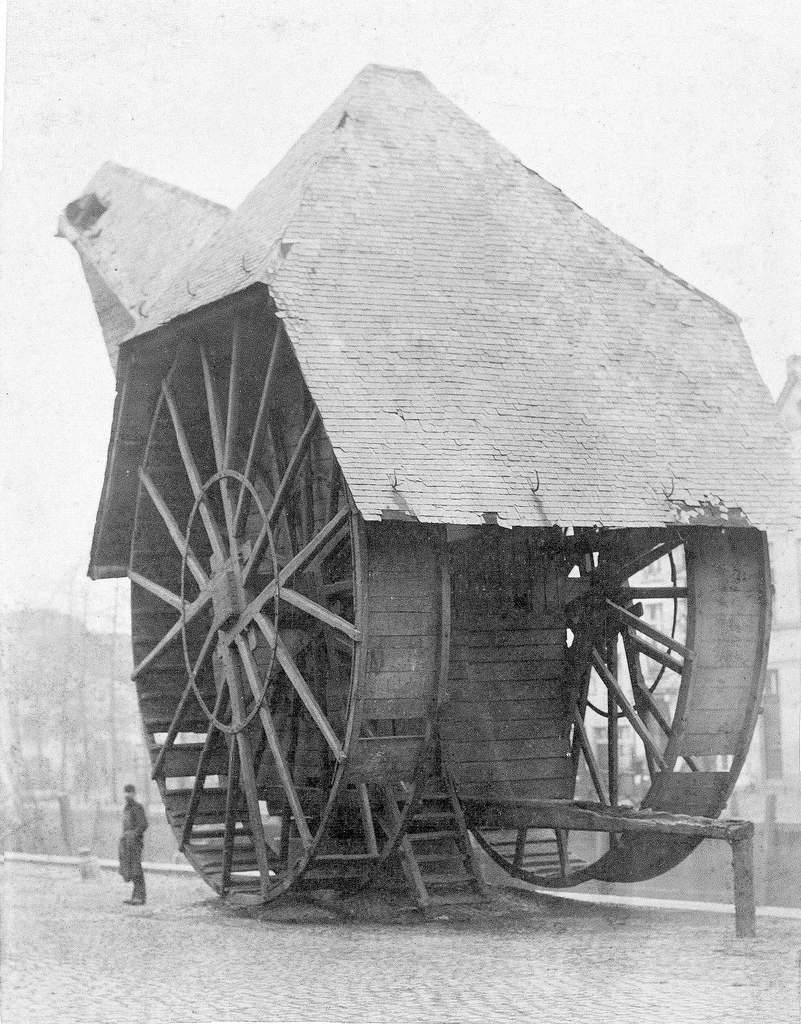
Oude havenkraan met tredraderen aan de Haverwerf.

## Naam
De naam van de brug heeft niets te maken met het gelijknamige brugtype (kraanbrug), maar is afgeleid van het feit dat er in vorige eeuwen steeds een houten kraan in de nabijheid van de brug heeft gestaan, aan de Haverwerf. Deze kranen werden steeds met mankracht aangedreven door kraankinderen. De eerste melding van een kraan stamt uit 1311. Deze werd steeds vervangen door een groter exemplaar (telkens in 1346, 1369 en 1430), maar in 1887 werd de laatste kraan wegens te weinig werk afgebroken.
Battelbrug · Colomabrug · Fonteinbrug · Heffenbrug · Hoogbrug · Katelijnepoortbrug · Koepoortbrug · Kraanbrug · Minderbroedersbrug · Nekkerspoelbrug · Plaisancebrug · Roostenbergbrug · Van Kesbeeckbrug · Walembrug · Winketbrug · Withuisbrug · Zennegatsluisbrug